# Lilien-Carré
Das Lilien-Carré ist ein am 22. März 2007 eröffnetes Einkaufszentrum in unmittelbarer Nähe des Wiesbadener Hauptbahnhofs. Der Name „Lilien-Carré“ stellt einen Bezug zu der Lilie im Stadtwappen Wiesbadens her. Seit November 2019 tritt das Lilien-Carré unter dem Namen Lili auf.
Neben dem eigentlichen Einkaufszentrum umfasst es ein Bürohochhaus und ein mehrgeschossiges Parkhaus. Eines der Hauptcharakteristika des Lilien-Carrés ist eine weithin sichtbare, metallgedeckte Kuppel.

Eingang zum Lilien-Carré

## Geschichte
Das Projekt wurde von der Multi Corporation, einem international tätigen Eigentümer und Betreiber von Einkaufszentren, entwickelt. Der erste Spatenstich fand im September 2004 auf dem von der Stadt Wiesbaden verkauften Gelände der ehemaligen Hauptpost statt, welche von Ende 2002 bis Anfang 2003 abgerissen wurde. Die Finanzierung erfolgte über einen Immobilien-Investmentfonds einer Großbank.
Der Haupteigentümer des Lilien-Carré war zunächst der irische Privatinvestor Donal O’Mahony, an den bereits im Herbst 2006 Anteile der Projektgesellschaft verkauft wurden. Betrieben wurde das Center von Multi Mall Management.
Über das Vermögen der O’Mahony gehörenden Eigentümergesellschaft Lilien-Carré GmbH & Co. KG wurde am 2. Dezember 2010 das Insolvenzverfahren eröffnet. Als Hauptgrund für die wirtschaftliche Schieflage führte der vom Amtsgericht Wiesbaden bestellte Insolvenzverwalter Hans-Wilhelm Goetsch eine zu optimistisch kalkulierte Mietpreisentwicklung an. Der Betreiber war von der Insolvenzeröffnung nicht betroffen und führte die Verwaltung des Centers fort.
Bereits vor Insolvenzeröffnung war bekannt geworden, dass sich die an das Lilien-Carré gestellten Erwartungen nicht voll erfüllt hatten. Wiederholt hatten sich Ladenbetreiber über schlechte Umsätze und zu geringe Kundenfrequenz beklagt, es kam zur Schließung von Geschäften und zu Leerständen. Als nachteilig beschrieben wurde die Lage außerhalb der Innenstadt und das einseitige Einzelhandelsangebot. An verkaufsoffenen Sonntagen, die auf die Wiesbadener Innenstadt beschränkt waren, durften sich die Läden im Lilien-Carré anfangs nicht beteiligen. Aktuell (Stand: Dezember 2015) ist etwas mehr als die Hälfte der Läden nicht vermietet, auch „Ankermieter“ wie eine große Buchkette, ein großer Bekleidungshändler und ein Supermarkt haben das Einkaufszentrum bereits verlassen, teilweise wurden ihnen die Verträge auch gekündigt, um den Umbau zu ermöglichen.
Ein Käufer konnte zunächst nicht gefunden werden. Zum 1. Juli 2012 wurden Verwaltung und Betrieb an die Acrest Property Group mit Sitz in Berlin vergeben.
Am 12. Dezember 2014 wurde das Einkaufszentrum an den international tätigen Fonds Orion verkauft. Bis 2016 soll ein von der Acrest Property Group ausgearbeitetes Konzept umgesetzt werden, das u. a. eine Reduzierung von 50 kleineren auf 35 größere Einheiten und einen 2.200 m² großen Gastronomiebereich im Obergeschoss vorsieht. Der Umbau soll im laufenden Betrieb erfolgen.
Seit 2017 befindet sich ein REWE-Center im Erdgeschoss, 2018 kamen ein Lebensmittel-Discounter sowie eine Drogerie hinzu.
Ebenfalls 2018 wurde der umgestaltete Haupteingang eröffnet, der mit einer großflächigen Glasfront versehen wurde.

## Gebäude
Für die Architektur des Lilien-Carrés zeichneten das österreichisch-deutsche Architekturbüro O&O Baukunst, Berlin, und das Darmstädter Büro Kramm und Strigl verantwortlich.
Das Zentrum bietet auf zwei Stockwerken etwa 26.000 m² Mietfläche für Einzelhandel und Dienstleistung. Im dritten Stockwerk befinden sich ein Fitnessstudio und ein Zugang zur Dachterrasse. Neben dem Haupteingang und dem Zugang über die Dachterrasse gibt es zwei weitere öffentliche Zugänge. Zum einen über die Tiefgarage (800 Parkplätze) mit angrenzendem Parkhaus (400 Parkplätze) und zum anderen über einen Eingang in Richtung Westausgang des Hauptbahnhofs.
Verantwortlich für die Gestaltung der Lichtdecke im zweigeschossigen Eingangsfoyer ist die Berliner Künstlerin Ruth Baumann. Der Titel der Arbeit lautet „hummelflugs“.
Zusätzlich ist neben dem Center auf demselben Gelände ein Büro- und Hotelgebäude errichtet worden, das neben 4000 m² Bürofläche etwa 6000 m² Hotelfläche bietet. Das Hotel Motel One hat im Herbst 2007 seine Eröffnung gefeiert.